# كشت عجيب
الكشت العجيب هو نبات يوجد في شمال وشمال شرق تايلاند وميانمار.
يتم تجفيف الجذر الدرني لنبات الكشت العجيب وتحويله إلى مسحوق، وله تاريخ من الاستخدام المحلي في تايلاند في الطب الشعبي التقليدي باعتباره عشبًا مجددًا لتعزيز الشباب لدى كل من النساء والرجال ويُستخدم على نطاق واسع في الممارسة الطبية التقليدية التايلاندية التي تنظمها الحكومة الآن.